# Clinical Drug Investigation
Clinical Drug Investigation, abgekürzt Clin. Drug Invest., ist eine wissenschaftliche Fachzeitschrift, die vom Adis-Verlag veröffentlicht wird. Die Zeitschrift wurde 1989 unter dem Namen Drug Investigation gegründet und änderte ihn 1995 in Clinical Drug Investigation. Sie erscheint mit zwölf Ausgaben im Jahr. Es werden Arbeiten veröffentlicht, die sich mit Fragen der Arzneimittelentwicklung beschäftigen.
Der Impact Factor lag im Jahr 2024 bei 2.7. Nach der Statistik des ISI Web of Knowledge wird das Journal mit diesem Impact Factor in der Kategorie Pharmakologie und Pharmazie an 164. Stelle von 352 Zeitschriften geführt.